# Caterina Murino
Caterina Murino (Cagliari, 15 settembre 1977) è un'attrice, modella e showgirl italiana.

## Biografia
Inizialmente decisa a intraprendere la professione medica, vira verso i concorsi di bellezza dopo aver fallito per due volte l'esame di ammissione alla facoltà di medicina.
Nel 1997 si classifica quinta alla cinquantaduesima edizione del concorso di Miss Italia; eletta Miss Deborah Italia firma un contratto per l'agenzia di moda Paolo Tomei Models e diventa testimonial della casa cosmetica. Nel 1999 è "letterina" nella prima edizione di Passaparola, telequiz condotto da Gerry Scotti su Canale 5 e contemporaneamente inizia a studiare recitazione presso la Scuola di Cinema e Teatro di Francesca De Sapio. Dal 2002 inizia a lavorare in produzioni televisive, con delle piccole parti in fiction quali Le ragazze di Miss Italia di Dino Risi, Don Matteo e Orgoglio.
Sempre nel 2002 esordisce al cinema con Nowhere di Luis Sepúlveda, dove recita in un ruolo secondario. Segue il cortometraggio Il grafologo di Alberto Pucci, in cui ha il ruolo di protagonista. Dal 2004 vive a Parigi. In questo periodo partecipa come coprotagonista ne Il bandito corso, con Jean Reno e Christian Clavier, che la rende nota al pubblico francese; a ciò contribuisce anche la sua partecipazione nel film Les bronzés 3: amis pour la vie di Patrice Leconte. Nel 2006 viene scelta per interpretare la Bond girl Solange nel film Casino Royale. Dopo questa esperienza, recita principalmente in produzioni francesi. Nel 2007 ha una piccola parte nel film britannico St. Trinian's, di Oliver Parker, accanto a Rupert Everett, Colin Firth e Gemma Arterton.
Nel 2008 ottiene il suo primo ruolo da protagonista, recitando nel film italiano Il seme della discordia, di Pappi Corsicato, con Alessandro Gassmann, Isabella Ferrari e Martina Stella. Nello stesso anno, oltre a posare per il primo numero della rinnovata edizione italiana della rivista Playboy, è protagonista nella pellicola The Garden of Eden di John Irvin, con Mena Suvari, partecipando inoltre a Comme les cinq doigts de la main di Alexandre Arcady ed Équinoxe di Laurent Carcélès. Sempre nello stesso anno è nel cast della miniserie televisiva canadese XIII - Il complotto nel ruolo di Sam, e partecipa alla serie televisiva italiana Donne assassine.
Nell'estate del 2009 a Tempio Pausania, per la ricorrenza della tragedia di Curraggia, prende parte a un recital sul tema della lotta agli incendi, leggendo una serie di scritti di Giuseppe Pulina. Nel 2011 è tra i protagonisti della serie TV inglese Le inchieste dell'ispettore Zen, e riprende il ruolo di Sam in XIII, serie tratta dalla miniserie omonima; recita inoltre nel videoclip della canzone Far l'amore del disc jockey Bob Sinclar.
Nei primi anni duemiladieci gira i teatri d'Italia come protagonista della tournée Dona Flor e i suoi due mariti (2012) e col successivo ruolo di Nicole nella pièce Eyes Wide Shut (2015). Fra queste produzioni, nel 2014, è nel cast della produzione televisiva Il ritorno di Ulisse nei panni di Penelope. Sempre nel 2015 partecipa da protagonista al videoclip del singolo Amore nou dei Tazenda. Tra il 2015 e il 2016 prende inoltre parte alle produzioni cinematografiche francesi La nostra grande famiglia e Antigang - Nell'ombra del crimine. Nel 2017 interpreta la figlia del protagonista Carlo Delle Piane nel film Chi salverà le rose? di Cesare Furesi, con Lando Buzzanca e Philippe Leroy.
Tra il 2022 e il 2023 recita nelle serie televisive francesi Balthazar, La Maison d'en face e Escort Boys. Sempre nel 2023 è madrina dell'80ª Mostra internazionale d'arte cinematografica di Venezia. Nel 2025 è parte del cast del film teatrale The Opera! - Arie per un'eclissi di Davide Livermore e Paolo Gep Cucco.

## Vita privata
Dal 2016 ha una relazione con l'avvocato francese Edouard Rigaud, con cui convive a Parigi.

## Filmografia

### Cinema
- Nowhere, regia di Luis Sepúlveda (2002)
- Il bandito corso (L'Enquête corse), regia di Alain Berberian (2004)
- L'amour aux trousses, regia di Philippe de Chauveron (2005)
- Casino Royale, regia di Martin Campbell (2006)
- Eleonora d'Arborea, regia di Claver Salizzato (2006)
- Les bronzés 3: amis pour la vie, regia di Patrice Leconte (2006)
- Non pensarci, regia di Gianni Zanasi (2007)
- St. Trinian's, regia di Oliver Parker (2007)
- Alibi e sospetti (Le grand alibi), regia di Pascal Bonitzer (2008)
- Made in Italy, regia di Stéphane Giusti (2008)
- Il seme della discordia, regia di Pappi Corsicato (2008)
- The Garden of Eden, regia di John Irvin (2008)
- Toute ma vie, regia di Pierre Ferrière – cortometraggio (2009)
- Comme les cinq doigts de la main, regia di Alexandre Arcady (2010)
- Die, regia di Dominic James (2010)
- Équinoxe, regia di Laurent Carcélès (2011)
- La proie, regia di Eric Valette (2011)
- Intèrieur Femme, regia di Didier Rouget – cortometraggio (2011)
- Gabin le mime, regia di Cyril Rigon – cortometraggio (2012)
- I calcianti, regia di Stefano Lorenzi (2015)
- Ustica, regia di Renzo Martinelli (2015)
- Antigang - Nell'ombra del crimine (Antigang), regia di Benjamin Rocher (2015)
- Bianco di Babbudoiu, regia di Igor Biddau (2016)
- La nostra grande famiglia (C'est quoi cette famille?!), regia di Gabriel Julien-Laferrière (2016)
- Chi salverà le rose?, regia di Cesare Furesi (2017)
- Agadah, regia di Alberto Rondalli (2017)
- La voce della pietra (Voice from the Stone), regia di Eric D. Howell (2017)
- Se son rose, regia di Leonardo Pieraccioni (2018)
- Toute ressemblance, regia di Michel Denisot (2019)
- Selfiemania, regia di Francesco Colangelo episodio Temper Tantrum (2021)
- Il giudizio, regia di Gianluca Mattei e Mario Sanzullo (2021)
- Mio fratello, mia sorella, regia di Roberto Capucci (2021)
- Veneciafrenia - Follia e morte a Venezia (Veneciafrenia), regia di Álex de la Iglesia (2022)
- The Opera! - Arie per un'eclissi, regia di Davide Livermore e Paolo Gep Cucco (2025)

### Televisione
- Il giovane Casanova, regia di Giacomo Battiato – film TV (2002)
- Le ragazze di Miss Italia, regia di Dino Risi – film TV (2002)
- Don Matteo – serie TV, episodio 3x05 (2002)
- In der Mitte eines Lebens, regia di Bernd Fischerauer – film TV (2003)
- Orgoglio – serie TV, 9 episodi (2004)
- Part Time, regia di Angelo Longoni – film TV (2004)
- Des jours et des nuits, regia di Thierry Chabert – film TV (2005)
- Vientos de agua – serie TV, 6 episodi (2006)
- XIII - Il complotto (XIII: The Conspiracy), regia di Duane Clark – miniserie TV (2008)
- Donne assassine – serie TV, episodio 1x03 (2008)
- Le inchieste dell'ispettore Zen (Zen) – serie TV, episodi 1x01-1x02-1x03 (2011)
- Mistery! – serie TV, 4 episodi (2011-2012)
- XIII (XIII: The Series) – serie TV, 15 episodi (2011-2013)
- Il ritorno di Ulisse (Odysseus) – serie TV (2013)
- Taxi Brooklyn – serie TV, 4 episodi (2014)
- È arrivata la felicità – serie TV (2015)
- L'isola di Pietro – serie TV (2019)
- L'ora della verita (Le temps est assassin) – miniserie TV, 8 puntate (2019)
- Plan B – serie TV (2021)
- Balthazar – serie TV, 12 episodi (2022-2023)
- La Maison d'en face – serie TV (2022)
- Escort Boys – serie TV, 3 episodi (2023)

## Teatro
- Dieci piccoli indiani di Agatha Christie, regia di Danilo Ghezzi - Teatro Chiesa di Milano (2000)
- Così è (se vi pare) di Luigi Pirandello, regia di Danilo Ghezzi - Teatro Chiesa di Milano (2001)
- Riccardo III di William Shakespeare, regia di Danilo Ghezzi - Teatro Chiesa di Milano (2003)
- La vedova scalza di Salvatore Niffoi, regia di Ciro Ippolito - Teatro Valle di Roma (2007)
- i Blues - Episodio: Salute da Berta di Tennessee Williams, regia di Danilo Ghezzi - Teatro Chiesa di Milano (2007)
- Carmina Burana ovvero La Festa dei Folli, opera ispirata alle musiche di Carl Orff, regia di Orlando Forioso - piccolo Auditorium di Cagliari (2009)
- Dona Flor e i suoi due mariti liberamente tratto dal romanzo di Jorge Amado, regia di Emanuela Giordano (2010)
- Médée di Orlando Forioso - Théâtre Municipal, Bastia (2012)
- Doppio sogno, regia di Giancarlo Marinelli (2015)
- L'idea di ucciderti, regia di Giancarlo Marinelli (2018)
- 8 donne e un mistero di Robert Thomas, regia di Guglielmo Ferro (2019)

## Programmi TV
- Passaparola (1999)
- Miss Italia (2013-2019)

## Videoclip
- Far l'amore di Bob Sinclar (2012)
- L'Italiano - The Gypsy Queens (2013)
- Amore Nou - Tazenda (2015)

## Riconoscimenti
- Globo d'oro
  - 2008 – Globo d'oro europeo[13]